# Söderledskyrkan, Stockholm
Söderledskyrkan är församlingskyrka i Farsta församling i Stockholms stift. Kyrkan ligger vid korsningen Lingvägen–Örbyleden i Gubbängen i Stockholm. Kyrkan är byggd i rött tegel och ritades av arkitekterna Hans Borgström och Bengt Lindroos, den invigdes 1960 och är sedan 1990 ett lagskyddat byggnadsminne.

## Kyrkobyggnaden
Kyrkans stomme är av tegel och betong. Huvudskeppet är 14 meter högt, vid altaret 18 meter. I kyrkan finns både administrationslokaler samt tre samlingslokaler som används för den egna verksamheten och lokalt föreningsliv.
På nordsidan finns en liten trädgård och Birgittakapellet för enskild bön och därtill ett bönekapell, Ansgarskapellet och Mariakapellet för enskild andakt och mindre dop och vigslar.

## Inventarier
- Det fristående altaret är av öländsk kalksten.
- Altargruppen i trä med de tre vise männen, Maria, Josef och Jesusbarnet har skapats av Ivar Lindekrantz.
- Dopfunten i gotländsk kalksten är utförd av Gunnar Jonsson.
- Glasmosaikvägg och rundfönster av Uno Lindberg.
- Ankarslut med betongreliefer av Per Olov Ultvedt.
- Fasaden har tre klockor, som hänger synliga i tvärbalken.
- I Mariakapellet finns ett altarkrucifix och två mosaiker över och på var sin sida om dörren, utförda av Bengt Olof Kälde: "Bebådelsen", 1967 och "Den heliga Treenigheten" 1977.

### Orgel
Kyrkans första orgel byggdes 1960 av Olof Hammarberg, Göteborg och hade följande disposition:
| Ryggpositiv I       | Huvudverk II  | Bröstverk III     | Pedal              | Koppel  |
| Gedakt 8'           | Rörflöjt 8'   | Kvintadena 8'     | Subbas 16'         | I/P     |
| Spetsflöjt 4'       | Principal 4'  | Gedakt 4'         | Principal 8'       | I/II    |
| Principal 2'        | Blockflöjt 2' | Gemshorn 2'       | Nachthorn 4'       | III/II  |
| Sesquialtera 2 chor | Mixtur 4 chor | Principal 1'      | Nachthorn 2'       | II 4'/P |
| Scharf 3 chor       | Dulcian 16'   | Cymbel 2 chor     | Rauschquint 2 chor |         |
| Rörskalmeja 8'      |               | Crescendosvällare | Fagott 16'         |         |
| Tremulant           |               |                   |                    |         |

Den nuvarande tidlösa orgeln invigdes 2021 och är byggd av Paschen Kiel Orgelbau, Tyskland.
Orgeln är försedd med tusentals fria kombinationer samt registersvällare.
Manualomfång: C-g3. Pedalomfång: C-f1. 
| Man I. Huvudverk | Man II. Positiv | Man III. Svällverk  | Pedal               | Koppel     |
| ---------------- | --------------- | ------------------- | ------------------- | ---------- |
| Borduna 16'      | Gedackt 8'      | Rörflöjt 8'         | Violon 16'          | III/II     |
| Principal 8'     | Gemshorn 4'     | Salicional 8'       | Subbas 16'          | III/I      |
| Flûte harm. 8'   | Hålflöjt 4'     | Voix céleste 8'     | Borduna 16 (trans.) | II/I       |
| Borduna 8'       | Nasard 2 2/3'   | Principal 4'        | Kvinta 10 2/3'      | III/P      |
| Oktava 4'        | Flageolette 2'  | Flûte oct. 4'       | Flûte 8 (trans.)    | II/P       |
| Spetsflöjt 4'    | Ters 1 3/5'     | Svegel 2'           | Koralbas 4 (trans.) | I/P        |
| Oktava 2'        | Scharf III      | Mixtur III          | Basun 16'           | III16'/III |
| Mixtur IV        | Dulcian 8'      | Fagott 16'(unit 8') | Fagott 16' (trans.) | III4'/III  |
| Trumpet 8'       | Tremulant       | Corno 8'            | Trumpet 8'          | III16'/II  |
|                  |                 | Oboe 8'             | Corno 8' (trans.)   | III4'/II   |
|                  |                 | Clairon 4'(unit 8') | Clairon 4 (trans.)  | III16'/I   |
|                  |                 | Tremulant           |                     | III4'/I    |

### Orgel i Ansgarskapellet
Orgeln är byggd 1957 av Werner Bosch, Kassel, Tyskland och är mekanisk.
| Manual        | Pedal         | Koppel   |  |
| Gedackt 8’    | Subbass 16’   | Man/Ped. |  |
| Principal 4’  | Choralbass 4’ |          |  |
| Blockflöte 2’ |               |          |  |
| Mixtur 1 1/3' |               |          |  |

## Bilder

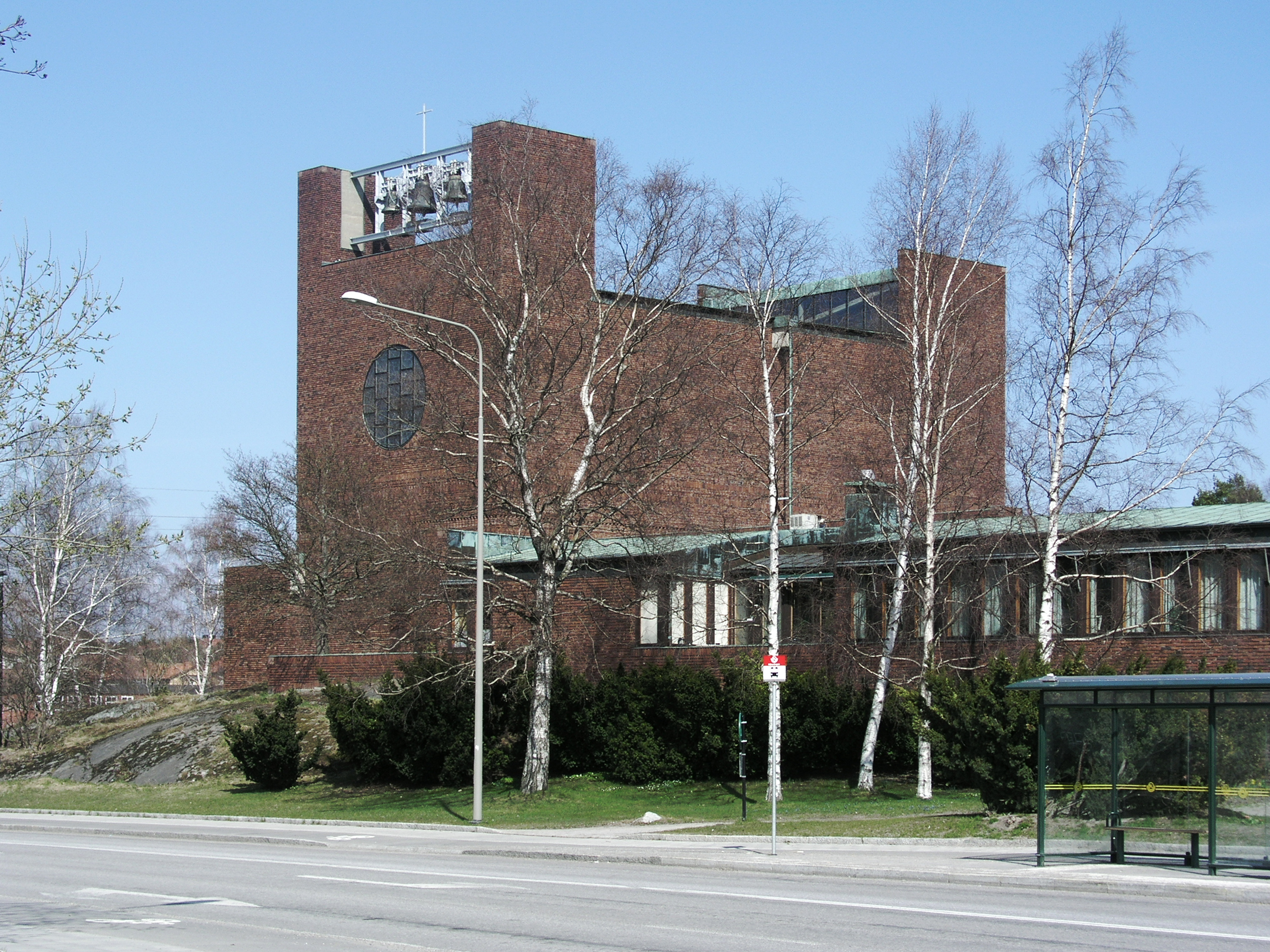
Söderledskyrkan, sedd från Lingvägen
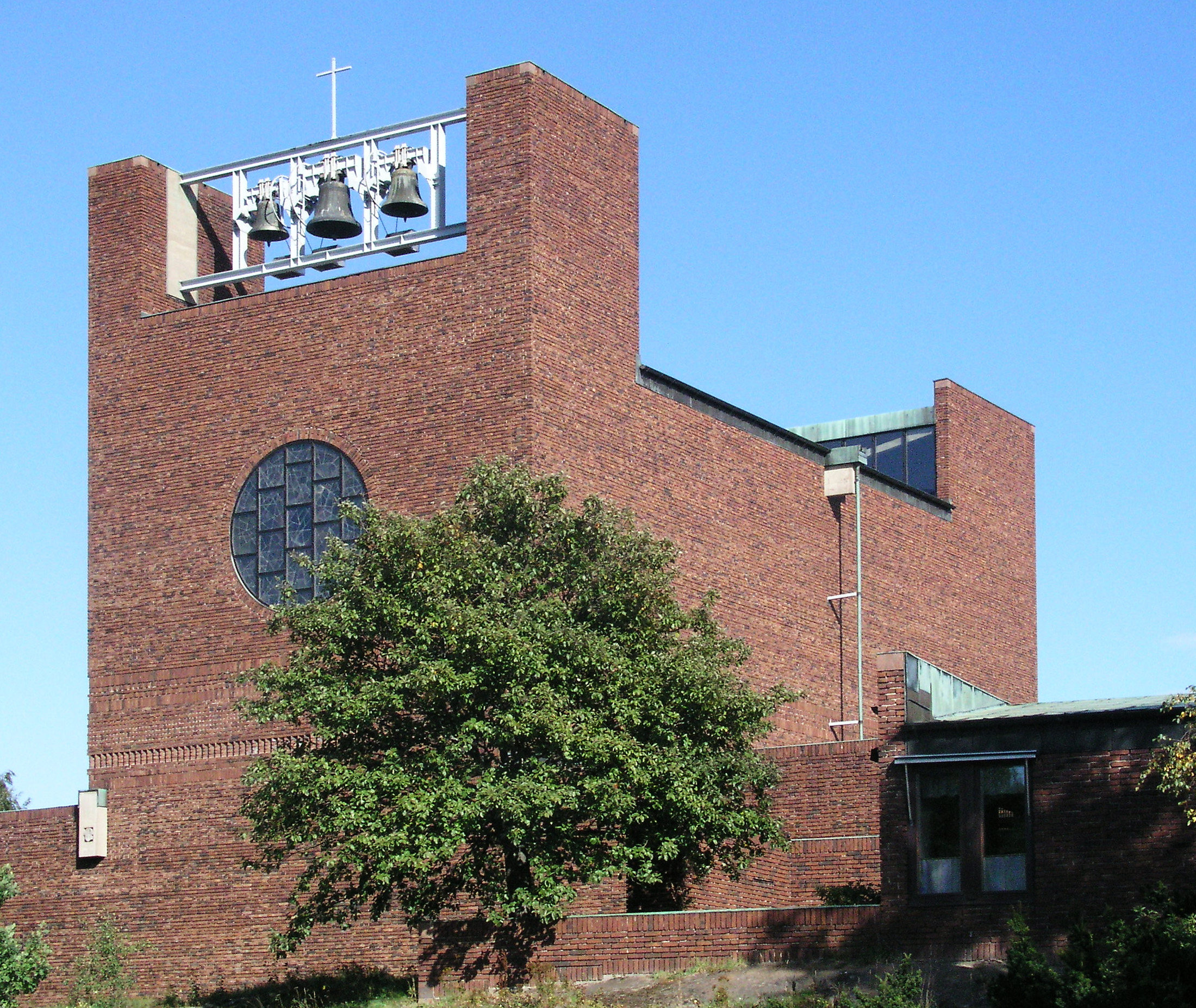
Kyrktornet, sett från Lingvägen
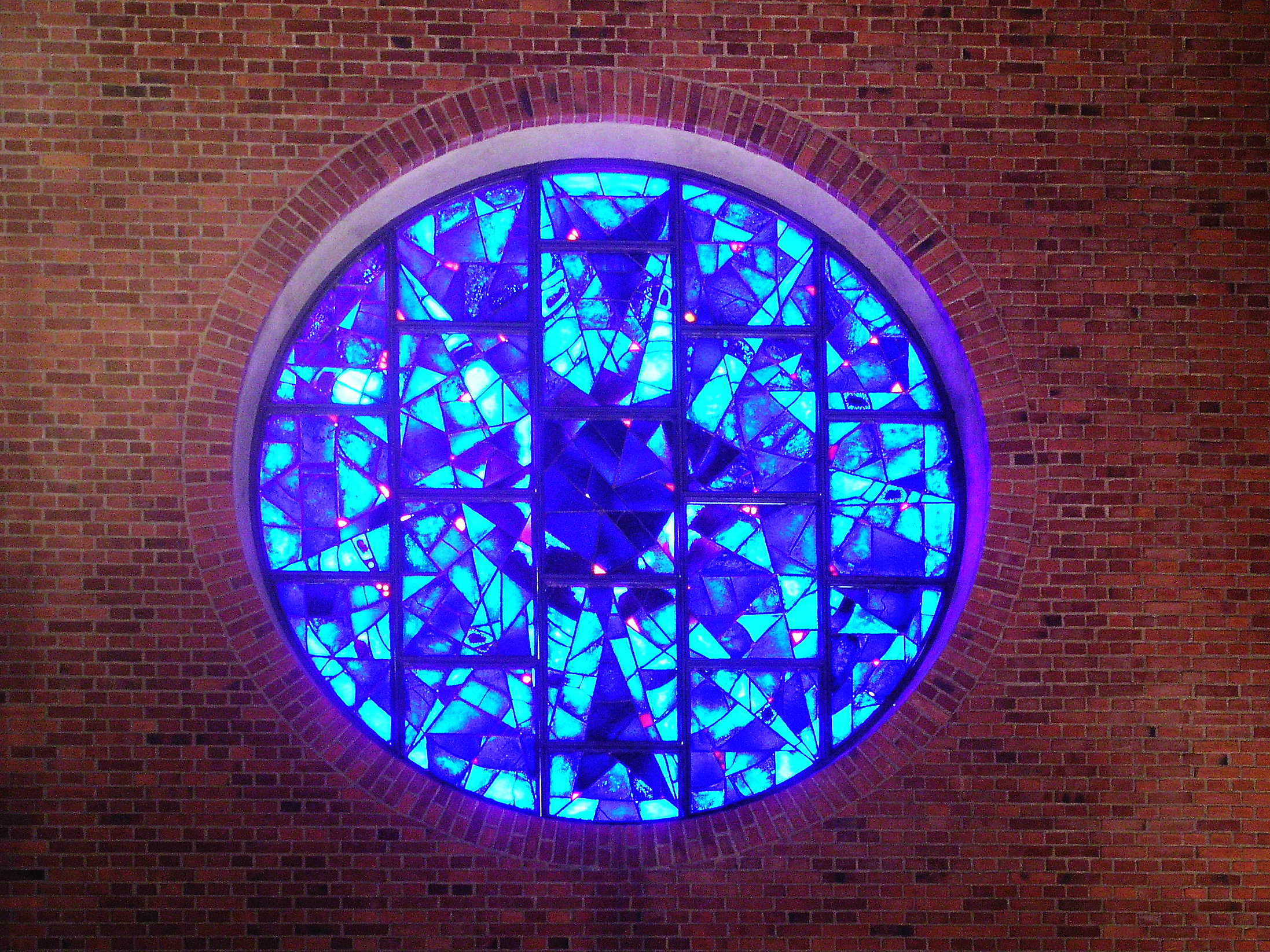
Kyrkfönstret i västra väggen
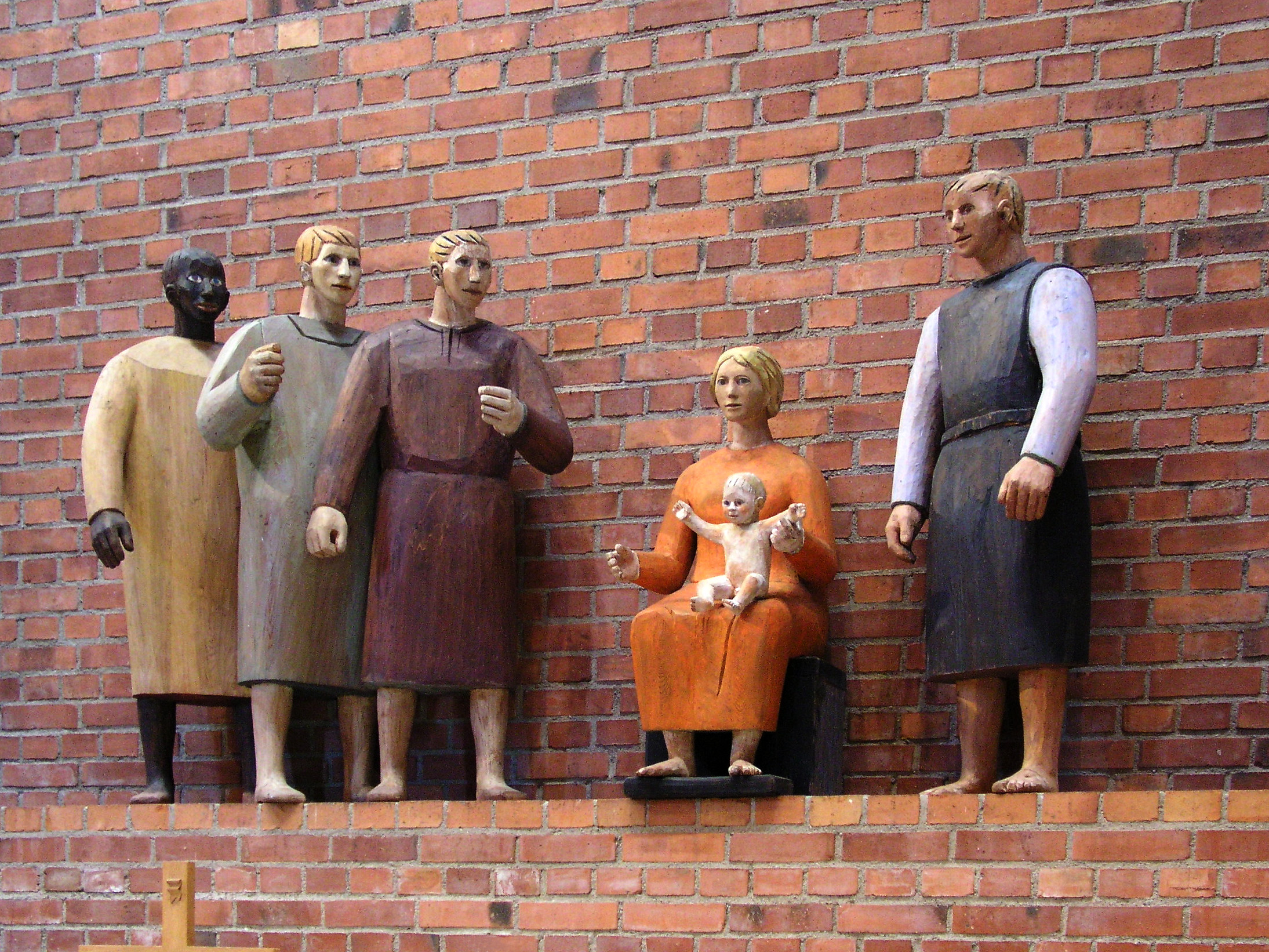
Altargrupp av Ivar Lindecrantz

## Andra betydelser
- Söderledskyrkan, Norrköping